# NZZ Geschichte
NZZ Geschichte ist ein Magazin der NZZ-Mediengruppe, das sechsmal pro Jahr erscheint. Es befasst sich vertieft mit Schweizer und Allgemeiner Geschichte und ist im Abo, am Kiosk sowie über den Shop der NZZ erhältlich. Das Magazin hat rund 11'000 Abonnenten; die Druckauflage liegt bei rund 13'500 Exemplaren. Seit Februar 2024 leitet Claudia Mäder die Redaktion.

## Geschichte
Die erste Ausgabe von NZZ Geschichte erschien im April 2015. Redaktionsleiter war Peer Teuwsen, er produzierte das Magazin zusammen mit Martin Beglinger. Im April 2018 wechselte Martin Beglinger zur NZZ, und Lea Haller trat in die Redaktion ein. Im August 2019 wechselte Peer Teuwsen zur NZZ am Sonntag, wo er die Leitung des Kulturteils übernahm; Lea Haller wurde Redaktionsleiterin von NZZ Geschichte. Als Redaktor kam neu Daniel Di Falco dazu (zuvor Redaktor beim Bund). Ende Januar 2024 verliess Lea Haller die NZZ, und Claudia Mäder übernahm die Redaktionsleitung des Magazins. Seit 2018 besteht eine Medienpartnerschaft mit dem Schweizerischen Sozialarchiv.

## Konzept und Gestaltung
In den ersten zwei Jahren erschien NZZ Geschichte viermal jährlich, seit Anfang 2017 erscheinen sechs Ausgaben pro Jahr. Das Magazin hat ein handliches Format von 175 × 240 mm und umfasst 114 Seiten. Jede Ausgabe enthält neben dem Schwerpunkt weitere Themenbeiträge und Rubriken, darunter ein Interview, Serien sowie einen Zugabenteil mit einem Werkstattbericht und Buchempfehlungen. Bezeichnend für das Magazin ist der Gegenwartsbezug: NZZ Geschichte stellt relevante Fragen und beleuchtet die Vergangenheit, um ein fundiertes Verständnis der Gegenwart zu ermöglichen. Es schreiben immer wieder renommierte Autorinnen und Autoren für das Magazin. Die Beiträge basieren auf dem aktuellen Forschungsstand, sind aber journalistisch verfasst und vermitteln historisches Wissen an ein breites Publikum. Ein grosses Gewicht liegt auf den Bildern: Jeder Beitrag hat ein Bildkonzept und ein sorgfältig gestaltetes Layout.

## Thematische Ausrichtung
Das Themenspektrum von NZZ Geschichte ist breit und deckt alle Epochen ab, mit einem Schwerpunkt auf der Schweizer Geschichte und der Moderne (19. und 20. Jahrhundert). Vertreten sind Allgemeine Geschichte, Zeitgeschichte, Kulturgeschichte, Sozial- und Wirtschaftsgeschichte, Globalgeschichte, Ereignisgeschichte und biografische Stoffe. 